# Lamar, Missouri
Lamar este un oraș și reședința de Comitatului Barton, Missouri din Statele Unite ale Americii. Conform datelor recensământului din 2010, populația orașului a fost de 4.532 de locuitori. Lamar este bine cunoscut ca fiind locul de naștere al Președintelui Harry S. Truman.